# Evenkita
La evenkita es un mineral de la clase de los llamados minerales compuestos orgánicos. Químicamente es un hidrocarbonado del tipo cera de parafina, conocida en la industria química con el nombre de tetracosano. Sinónimos en desuso de este mineral son adipocerita o hatchetita.
Fue descubierta en 1953 en la región de Evenkía, al este de Siberia (Rusia), de donde deriva su nombre.

## Características químicas
Aunque para algunos autores se considera que cristaliza en sistema cristalino ortorrómbico dipiramidal, la IMA considera que es monoclínico con cristales psuedohexagonales.

## Formación y yacimientos
Aparece en vetas de cuarzo cortando rocas de lava vesicular. Puede encontrarse en el interior de cavidades geodas de cuarzo, soldado a éste.
Suele encontrarse asociado a otros minerales como: cuarzo, calcedonia, pirita, pirrotita, esfalerita, galena, calcopirita o calcita.